# Милетци
Милетци су насељено мјесто у општини Соколац, Република Српска, БиХ. Према попису становништва из 1991. у насељу је живјело 78 становника.

## Становништво
Насељено мјесто Милетци припадају Мјесној заједници Жљебови.
| Демографија | Демографија | Демографија |
| Година      | Становника  | Становника  |
| ----------- | ----------- | ----------- |
| 1885.       | 252         |             |
| 1948.       | 175         |             |
| 1953.       | 171         |             |
| 1961.       | 157         |             |
| 1971.       | 123         |             |
| 1981.       | 88          |             |
| 1991.       | 78          |             |
| 2013.       | 49          |             |